# Bart Staszewski
Bart Staszewski, właśc. Bartosz Staszewski (ur. 23 września 1990 w Malmö) – polski reżyser, działacz społeczny oraz aktywista LGBT. Współzałożyciel stowarzyszenia Marsz Równości w Lublinie oraz Miłość Nie Wyklucza, a także twórca filmu dokumentalnego Artykuł osiemnasty (2017).

## Życiorys
Urodził się w 1990 w Malmö, w rodzinie polskich imigrantów. W wieku siedmiu lat wyjechał z rodziną do Polski, do Lublina, gdzie mieszkał do 20. roku życia. Potem przeniósł się do Warszawy, gdzie nawiązał współpracę z grupą Miłość nie wyklucza, która w 2013 sformalizowała się jako stowarzyszenie. Staszewski jest jednym z założycieli tego stowarzyszenia i nadal jest z nim związany.
W tym samym okresie zadebiutował jako reżyser, scenarzysta, producent i autor zdjęć filmu dokumentalnego Tableciarze (2014), opowiadającego o imigrantach, którzy w okresie stanu wojennego w Polsce wyjechali do Szwecji. Film był pokazywany na Krakowskim Festiwalu Filmowym, Festiwalu Filmowym w Bagdadzie i festiwalu Festiwal Filmów Dokumentalnych w Igławie. Na Festiwalu Filmów Emigracyjnych Emigra Bartosz Staszewski uzyskał indywidualną nagrodę za debiut dokumentalny. Jest także autorem zdjęć do filmu dokumentalnego Kopciuszek (2016) w reżyserii Magdaleny Sienickiej.
Rozpoznawalność przyniósł mu kolejny autorski dokument Artykuł osiemnasty (2017), przedstawiający historię nieudanego wprowadzania w Polsce związków partnerskich oraz stan debaty publicznej w kwestii praw społeczności osób LGBT w Polsce. Film już w trakcie produkcji budził kontrowersje. Krótkie fragmenty wywiadów wrzucane do internetu przyczyniły się do olbrzymiej promocji projektu zarówno w Polsce, jak i za granicą.
Od października 2019 do października 2020 był dziennikarzem i publicystą internetowej rozgłośni Halo.Radio, w której współprowadził wraz z Emilią Wiśniewską autorski program poświęcony m.in. tematyce LGBT.
We wrześniu 2020 został wybrany przez  Obama Foundation do udziału w Programie Liderzy: Europa 2020 jako jeden z 35 wschodzących liderów działających w sektorze publicznym, pozarządowym lub prywatnym na rzecz dobra wspólnego. W grudniu 2020 został umieszczony przez magazyn Bloomberg Businesswek na liście "Ones to Watch" 2020 powiązanej z listą Bloomberg 50. W lutym 2021 jego nazwisko znalazło się na liście Time 100 Next 2021 – stu najbardziej wpływowych ludzi kształtujących przyszłość, publikowanej przez amerykański magazyn Time.

## Aktywizm

### Działalność na rzecz osób LGBT

#### I Marsz Równości w Lublinie

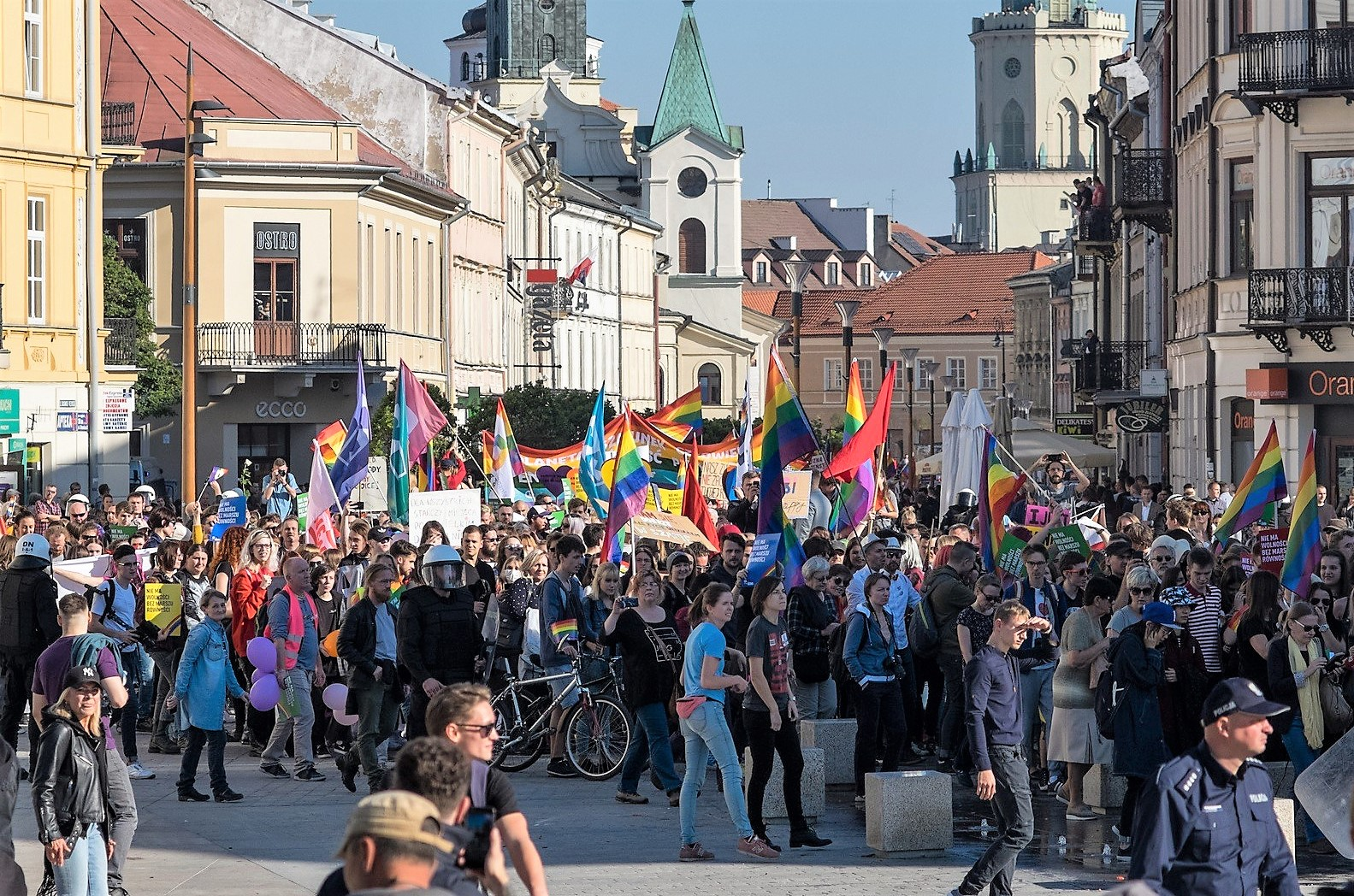
Pierwszy marsz równości w Lublinie

W 2018 Staszewski był formalnym organizatorem I Marszu Równości w Lublinie. Na 5 dni przed marszem, 8 października, prezydent Lublina Krzysztof Żuk zakazał zarówno marszu równości, jak i zapowiedzianych wobec niego kontrmanifestacji, powołując się na art. 14 ust. 2 ustawy Prawo o zgromadzeniach, który pozwala na zakazanie zgromadzenia publicznego z uwagi na zagrożenie życia, zdrowia lub mienia w znacznych rozmiarach. Sąd apelacyjny uchylił decyzję prezydenta o zakazie marszu równości.
24 września 2018 wojewoda lubelski Przemysław Czarnek zamieścił na swoim kanale w serwisie YouTube film, w którym wypowiedział się negatywnie na temat organizowanego przez Staszewskiego Marszu Równości i apelował, by nie promować „zboczeń, dewiacji, wynaturzeń”. W podobnym tonie wypowiedział się lubelski radny PiS Tomasz Pitucha, który zarzucił organizatorom marszu równości promowanie pedofilii.
W październiku 2018 Bartosz Staszewski zarzucił im zniesławienie i złożył prywatne akty oskarżenia przeciwko wojewodzie lubelskiemu oraz radnemu. Sądy pierwszej i drugiej instancji nie uznały tłumaczeń Tomasza Pituchy, że jego wypowiedź nie była adresowana do konkretnej osoby (organizatora), przyznając rację Staszewskiemu. Sąd odwoławczy prawomocnie nakazał radnemu zapłacenie 5 tysięcy złotych na rzecz stowarzyszenia Marsz Równości w Lublinie. 9 maja 2019 na skutek ugody między stronami postępowanie przeciwko wojewodzie zostało umorzone. Przemysław Czarnek zamieścił na swoim koncie na Facebooku przeprosiny wobec osób, które obraził swoją wypowiedzią.
W kwietniu 2019 grupa organizująca marsz w Lublinie powołała Stowarzyszenie Marsz Równości w Lublinie, którego celem jest działanie na rzecz społeczności LGBT w Lublinie i województwie lubelskim, w tym organizacja marszu równości. Staszewski był w zarządzie tej organizacji do jesieni 2021.

#### II Marsz Równości w Lublinie
24 września 2019 prezydent miasta Lublin Krzysztof Żuk wydał zakaz organizacji planowanego na 28 września II Marszu Równości w Lublinie. Staszewski, jako organizator marszu, odwołał się od jego decyzji do sądu, który dwa dni później uchylił decyzję o zakazie.

#### Tęczowa flaga z orłem

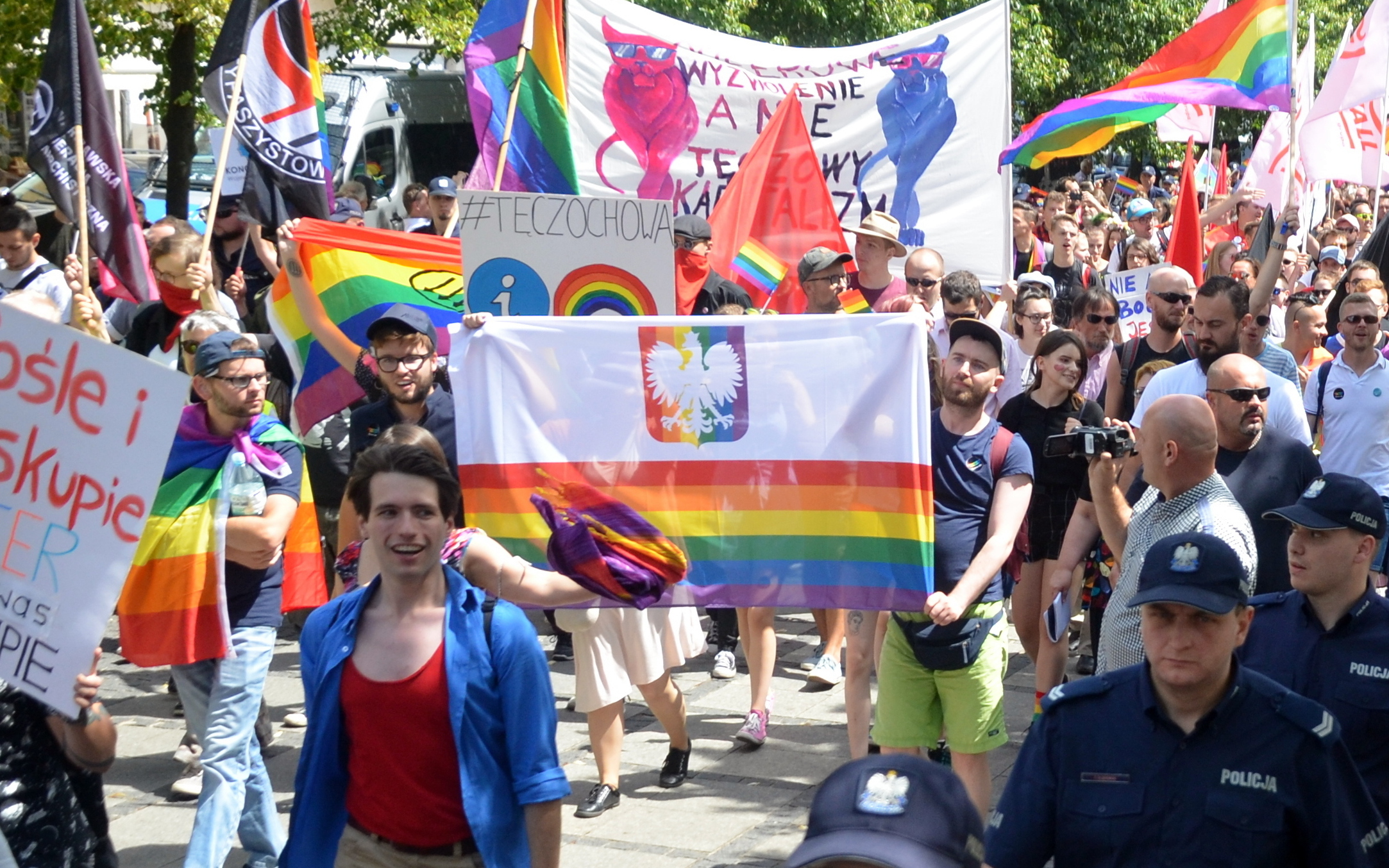
Bartosz Staszewski (po lewej) niosący tęczową flagę z orłem podczas marszu równości w Częstochowie, 2018 r.

Podczas częstochowskiego marszu równości w 2018 Bartosz Staszewski został wylegitymowany z powodu niesienia flagi z symbolem białego orła na tęczowym tle. Zdaniem środowisk konserwatywnych i prawicowych przedstawienie takie stanowiło znieważenie symboli państwowych z art. 137 § 1 Kodeksu karnego, a ówczesny Minister Spraw Wewnętrznych i Administracji Joachim Brudziński zarzucił Staszewskiemu „profanację symboli narodowych”. Działania Brudzińskiego wywołały protesty społeczności LGBT pod hasłem „Tęcza nie obraża”, w tym apel podpisany przez ponad 10 tysięcy osób i pikietę pod gmachem Ministerstwa Spraw Wewnętrznych i Administracji. W sprawie tej wpłynęło zawiadomienie do prokuratury, ta jednak odmówiła wszczęcia śledztwa z uwagi na brak znamion czynu zabronionego.
Sprawa ta spopularyzowała tę wersję flagi wśród społeczności LGBT, co skutkowało m.in. innymi sprawami przeciwko osobom noszącym takie flagi lub koszulki z symbolem białego orła na tęczowym tle. Żadna z tych spraw nie skończyła się postawieniem zarzutów czy ukaraniem tych osób, w każdej z nich uznano, że połączenie symbolu białego orła z tęczą nie jest znieważeniem symboli państwowych.
13 lipca 2019 po marszu równości w Kielcach za tęczową flagę z orłem Staszewski oraz Karol Opic zostali zatrzymani przez policję pod zarzutem znieważenia symboli państwowych. Odmówili wylegitymowania się i zostali przewiezieni na komendę. Sąd, rozpatrując zażalenia na zatrzymanie, uznał, że nie istniało uzasadnione przypuszczenie popełnienia przestępstwa, a zatem zgodnie z prawem nie było podstaw do zatrzymania. Dodatkowo sąd wskazał, że "jest faktem powszechnie znanym, że kolory tęczy przez osoby utożsamiające się ze społecznością LGBT są wykorzystane w celu zamanifestowania swojej przynależności do społeczności LGBT, a nie w celu szkalowania czy znieważania”. Prokuratura wszczęła śledztwo w sprawie znieważenia symboli państwowych, ale po kilku miesiącach umorzyła postępowanie, uznając, że do przestępstwa nie doszło. W tej sprawie, w odrębnym postępowaniu, Sąd Okręgowy w Kielcach przyznał też obu niesłusznie zatrzymanym zadośćuczynienie w wysokości 3 tys. zł.

#### Sprzeciw wobec naklejek Gazety Polskiej
24 lipca 2019 konserwatywny tygodnik Gazeta Polska dołączył do wydania gazety naklejki „Strefa wolna od LGBT”. W reakcji na to działanie został złożony przez Staszewskiego pozew o naruszenie dóbr osobistych przeciwko gazecie wraz z wnioskiem o wycofanie naklejek. Sąd Okręgowy w Warszawie nakazał wstrzymanie dystrybucji naklejek do czasu rozpatrzenia sprawy przez sąd. Sprawa ta jest nadal w toku.

#### Projekt „Strefy wolne od LGBT”

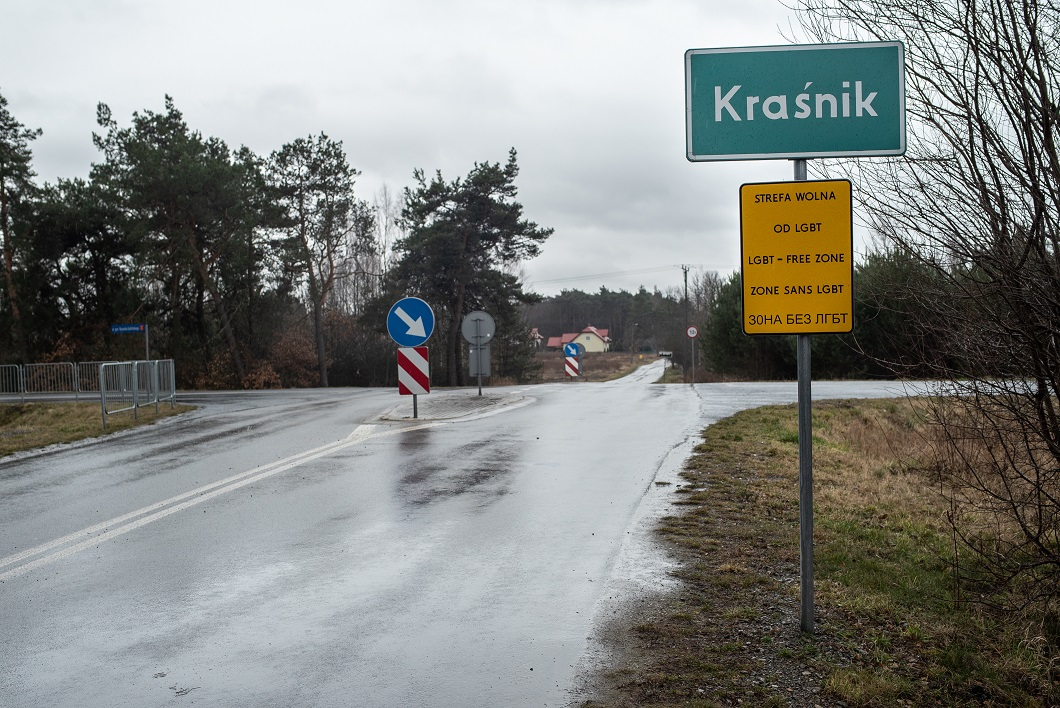
Jedno ze zdjęć zrobionych w ramach projektu „Strefy wolne od LGBT” przez Staszewskiego

W odpowiedzi na dyskryminujące uchwały samorządów, które ogłosiły się strefami wolnymi od „ideologii LGBT”, Staszewski realizuje projekt fotograficzny, w ramach którego robi zdjęcia znaków oznaczających wjazd do miejscowości z dołączonym do nich, przygotowanym na potrzeby akcji, znakiem „Strefa wolna od LGBT” nawiązującym wyglądem do prawdziwych znaków drogowych. Na niektórych zdjęciach portretuje dodatkowo na jego tle osoby LGBT, które mieszkają na terenie danej „strefy”. Akcja spotkała się z szerokim odbiorem wśród polskich i zagranicznych mediów, pisały o niej m.in. Die Zeit, Frankfurter Allgemeine Zeitung czy Le Monde, wywołując ogólnoeuropejską debatę na ten temat. Nagłośnienie istnienia uchwał samorządowych doprowadziło m.in. do zerwania współpracy między kilkoma wprowadzającymi uchwałę polskimi miastami a ich europejskimi partnerami.
W 2020 zdjęcia z projektu były pokazywane w ramach zbiorowej wystawy „Jesteśmy ludźmi” w lubelskiej Galerii Labirynt. W marcu 2021 projekt był pokazywany na indywidualnej wystawie „Strefy” w Bydgoskim Centrum Sztuki.
Karol Sienkiewicz, pisząc o zdjęciach Staszewskiego w lutym 2020, a więc krótko po ich opublikowaniu w Internecie, wskazał, że z jednej strony zdjęcia te mogą wprowadzać w błąd, to jednak "to nieporozumienie dało tej akcji widoczność i wiralowy charakter. A jeśli ludzie się mylą i nie dziwią, to znaczy, że postawienie takich znaków jest możliwe". Uznał przy tym, że "akcję Staszewskiego potraktować należy jako bardziej aktywistyczną, a w mniejszym stopniu artystyczną, choć granica między sztuką i aktywizmem nie jest sztywno zdefiniowana. Zasugerował również, że "gdyby Staszewskiemu udało się pokazać projekt przeciw strefom wolnym od LGBT w galerii, nieporozumienia by nie nastąpiły lub łatwiej byłoby je skorygować. Wobec sztuki jesteśmy bardziej ostrożni".
Z kolei Paweł Leszkowicz, w tekście towarzyszącym wystawie w Bydgoszczy, porównał projekt Staszewskiego do zdjęć Karoliny Breguły z kampanii Niech nas zobaczą z 2003, wskazując, że przejdą one do historii, "w podobny sposób opierając się na sile portretu i rejestrując kolejny etap walki o prawa LGBT. Jako dzieło sztuki należą do historii ludzkiej opresji i emancypacji, dlatego ich świadectwo zyskało taki międzynarodowy oddźwięk".
W 2025 projekt był prezentowany na wystawie "Strefy LGBT+. Sztuka queerowa w czasach dobrej zmiany" w Galerii Miejskiej Arsenał w Poznaniu.

##### Konsekwencje prawne
- Pozwy ze strony gmin:

22 września 2020 Reduta Dobrego Imienia poinformowała, że przy jej wsparciu finansowym i prawnym gmina Zakrzówek (woj. lubelskie) wystąpi z pozwem o ochronę dóbr osobistych przeciwko Staszewskiemu za publikację zdjęcia ze znakiem, zrobionego na wjeździe do Zakrzówka. 30 września 2020 ogłoszono, że także gmina Tuszów Narodowy wystąpi z takim pozwem.
W grudniu 2020 kolejna gmina, gmina Niebylec, próbowała sądownie zakazać Staszewskiemu zrobienia zdjęcia i jego publikacji, jednak Sąd Okręgowy w Rzeszowie stwierdził, że nie ma podstaw, aby uznać, że działania Staszewskiego są bezprawne, a ujemny wizerunkowo skutek w postaci uznania gminy za nietolerancyjną nastąpił w konsekwencji przyjęcia uchwały. Zdaniem sądu jednostki gminy nie mogą 'po fakcie' wstydzić się podejmowanych przez siebie w przeszłości uchwał oraz dopiero wówczas ważyć ogólną opłacalność ich podjęcia. W lutym 2021, po kolejnym wniosku o zabezpieczenie, Sąd Okręgowy w Rzeszowie nakazał na czas trwania procesu o naruszenie dóbr osobistych umieszczenie na stronach internetowych Staszewskiego, a także na jego profilach na Facebooku, Twitterze i Instagramie oświadczenia z informacją o toczącym się postępowaniu z powództwa Gminy Niebylec. Sprawa zakończyła się wyrokiem z dnia 27 kwietnia 2022 r., którym sąd oddalił powództwo gminy Niebylec, uznając, że Staszewski swoimi działaniami nie naruszył dóbr osobistych gminy. 
W październiku 2023 Sąd Okręgowy w Tarnobrzegu wydał wyrok w sprawie z pozwu gminy Tuszów Narodowy, oddalając powództwo. 
W sprawie z powództwa gminy Zakrzówek 28 marca 2024 Sąd Okręgowy w Lublinie oddalił powództwo, wskazując, że nie doszło do naruszenia dobra osobistego gminy w postaci dobrego imienia, bowiem to sama gmina naraziła się na utratę dobrego imienia podejmując sprzeczną z prawem uchwałę przeciwko tzw. „ideologii LGBT.” Zdaniem sądu akcja Staszewskiego stanowiła jedynie reakcję i wyraz braku akceptacji, i sprzeciwu wobec działania gminy, do czego był on w pełni uprawniony. Sąd stwierdził również, że akcja była działaniem w obronie osób LGBT, które zostały pokrzywdzone na skutek podjętej przez gminę uchwały. 
- Wykroczenia:

20 marca 2021 Sąd Rejonowy w Nowym Sączu uznał, że Bartosz Staszewski nie popełnił wykroczenia, umieszczając przy wjeździe do Łososiny Dolnej tablicę z napisem „Strefa wolna od LGBT”. W analogicznych sprawach wyroki uniewinniające wydały: Sąd Rejonowy w Tarnowie (wyrok z 12 kwietnia 2021 w sprawie zdjęcia z Tuchowa) oraz Sąd Rejonowy w Mielcu (wyrok z 15 kwietnia 2021 w sprawie zdjęcia z Tuszowa Narodowego), a Sąd Rejonowy w Lubaczowie umorzył postępowanie (postanowienie z 5 maja 2021 w sprawie zdjęcia z Lubaczowa).

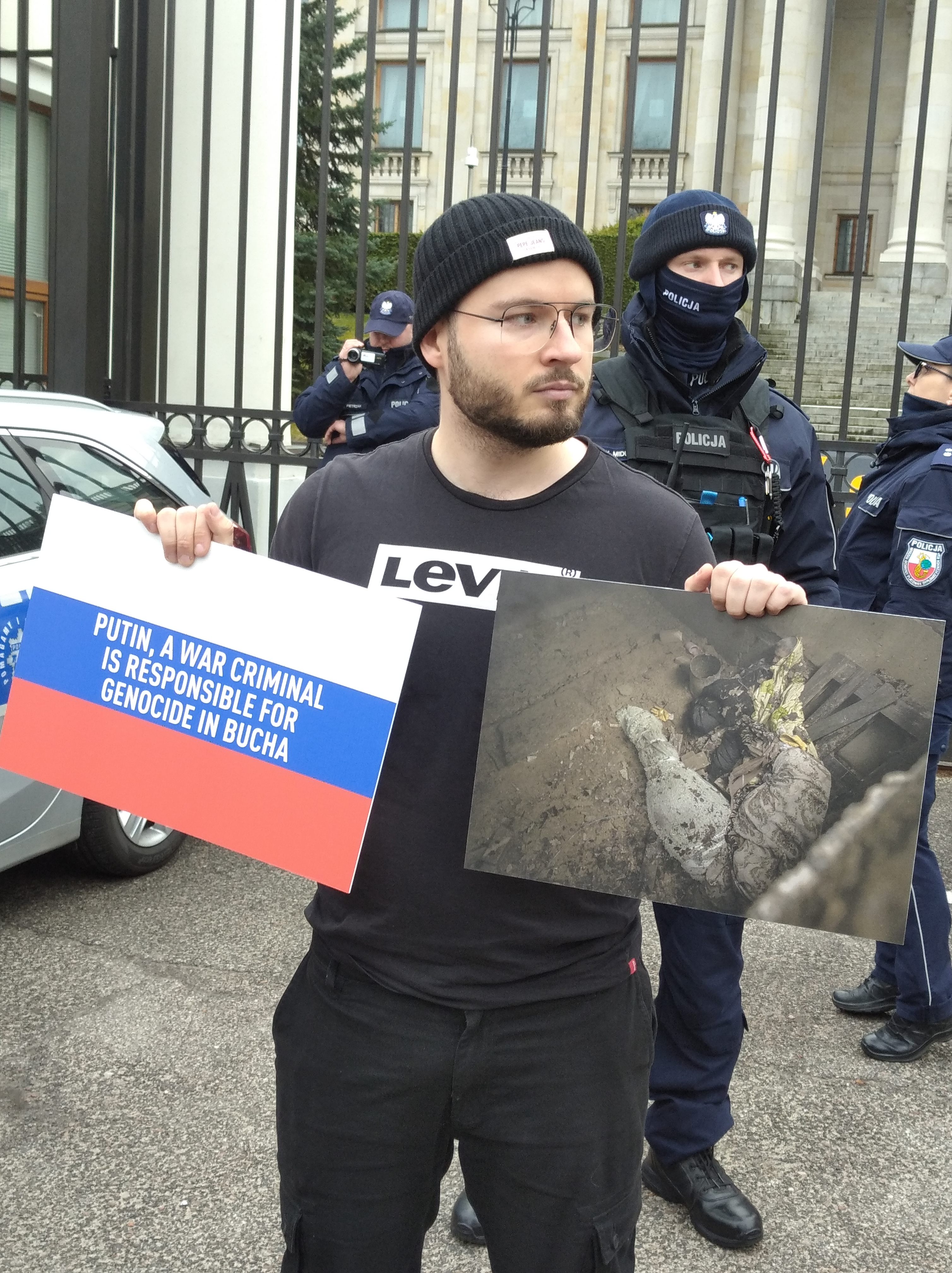
Bart Staszewski demonstrujący przed ambasadą Rosji w sprawie rzezi w Buczy, kwiecień 2022

W październiku 2021 Bart Staszewski poinformował w mediach społecznościowych, że wszystkie śledztwa prowadzone przez policję w sprawie powieszenia przez niego tablic w ramach projektu „Strefy wolne od LGBT” zostały zakończone, większość zakończyła się odmową wszczęcia śledztwa przez policję.

#### Fundacja Basta
W 2022 współzałożył Fundację Basta, której celem jest m.in. monitorowanie mediów pod kątem homofobicznych i transfobicznych treści. Fundacja złożyła do Przewodniczącego Krajowej Rady Radiofonii i Telewizji wnioski o wszczęcie z urzędu postępowania w sprawie kilkunastu audycji w radio i telewizji. Z uwagi na nierozpatrywanie tych wniosków Fundacja złożyła 6 skarg do Wojewódzkiego Sądu Administracyjnego w Warszawie, który w kolejnych wyrokach w każdej sprawie stwierdził bezczynność Przewodniczącego KRRiT i nakazał mu rozpatrzenie wniosków Fundacji. Wyroki nie są prawomocne.
W lipcu 2023 Fundacja złożyła skargę do Komisji Europejskiej, w której zarzuca polskim władzom brak adekwatnych działań w odniesieniu do audycji zawierających treści nawołujące do przemocy lub nienawiści wobec osób ze społeczności LGBT+, co stanowi naruszenie art. 6 dyrektywy o usługach audiowizualnych, zobowiązującego państwa członkowskie do zwalczania mowy nienawiści m.in. z powodu orientacji seksualnej i płci.

#### Proces przeciwko TVP
W październiku 2024 wygrał proces z Telewizją Polską o naruszenie dóbr osobistych w postaci emisji szkalujących go materiałów w latach 2020-2021. TVP została zobowiązana do zapłacenia mu zadośćuczynienia w kwocie 40 tys. zł oraz przeproszenia go w wyznaczonej przez sąd formie.

### Działalność w innych kwestiach
W 2018 Staszewskiemu został wytoczony proces o naruszenie dóbr osobistych, w tym prawa do prywatności, poprzez ujawnienie wizerunku w związku z publikacją filmu z jednego z protestów przeciwko wycince Puszczy Białowieskiej w 2017. Powodem był uczestniczący w interwencji komendant Straży Leśnej, którego wizerunek znalazł się w opublikowanym materiale. Wsparcie Staszewskiemu udzieliła wtedy Helsińska Fundacja Praw Człowieka. Powództwo zostało w całości oddalone przez Sąd Apelacyjny w Białymstoku, który uzasadnił swoją decyzję uznaniem funkcji kontrolnej prywatnych, dokumentacyjnych materiałów wobec działań władzy państwowej i jej organów.

### Kontrowersje
Kontrowersje wzbudziły wpisy Barta Staszewskiego na portalu Twitter dotyczące powołanego w 2021 r. rzecznika MSZ Łukasza Jasiny. Staszewski odnosił się do informacji o homoseksualnej orientacji nowego rzecznika i zarzucał mu hipokryzję, jeśli te informacje są prawdziwe  Kontrowersje dotyczące wypowiedzi Barta Staszewskiego o Łukaszu Jasinie omawiane były również w mediach środowisk LGBT.

## Filmografia
- 2014: film dokumentalny Tableciarze – reżyseria, scenariusz, zdjęcia
- 2015: film dokumentalny Kopciuszek (reż. Magdalena Sienicka) – zdjęcia
- 2017: film dokumentalny Artykuł osiemnasty – reżyseria, scenariusz, zdjęcia

## Nagrody i wyróżnienia
- Nagroda za debiut dokumentalny na Festiwalu Filmowym Emigra 2015
- Europejska Nagroda Tolerancji 2019 w „uznaniu dla jego uporu i konsekwencji w działaniu”[97][98]
- LGBT+ Diamonds Awards 2020 - Inicjatywa roku wspierająca osoby LGBT+[99]